# Regiunea Talas
Regiunea Talas este o regiune (oblast) a Republicii Kârgâze. Capitala sa este Talas. Se învecinează la vest și la nord cu provincia Jambyl din Kazahstan, la est cu regiunea Ciui, la sud cu regiunea Jalal-Abad și la sud-vest cu o foarte mică parte din Uzbekistan. Granița de nord este definită de Lanțul Ala-Too din Kârgâzstan, care formează, de asemenea, granița de sud a regiunii Ciui. La capătul estic, lanțul Talas Ala-Too se desparte și marchează granița de sud. Râul Talas curge prin centrul văii. Autostrada principală (A361) intră de la est peste pasul Ötmök (poate deveni imposibil de trecut pe timpul iernii din cauza vremii) și coboară spre Taraz, în Kazahstan. În apropierea gurii văii de la Kyzyl-Adyr, un drum merge spre nord spre Taraz și celălalt spre sud, pe trecătoarea Kara-Buura, spre provincia Jalal-Abad. Înainte de independență, majoritatea legăturilor comerciale erau cu Taraz. Aici a avut loc bătălia istorică de la Talas.

## Districtele regiunii Talas
Regiunea Talas este împărțită din punct de vedere administrativ în 4 districte:
| District              | Capitală   |
| --------------------- | ---------- |
| Districtul Bakay-Ata  | Bakay-Ata  |
| Districtul Kara-Buura | Kyzyl-Adyr |
| Districtul Manas      | Pokrovka   |
| Districtul Talas      | Manas      |